# The Magic Key
The Magic Key è un singolo del gruppo virtuale animato francese One-T + Cool-T, pubblicato l'8 aprile 2003 come terzo estratto dall'album The One-T ODC. Brano di musica elettronica e hip hop, contiene un campionamento di Má Hra, composizione del gruppo di rock progressivo cecoslovacco Blue Effect contenuta in Nová Syntéza, del 1971. 
Fu la terza canzone più trasmessa e ascoltata alla radio e alla televisione europee durante il terzo trimestre del 2003, nonché uno dei singoli più longevi nelle classifiche francesi SNEP del 2003 (41 settimane), raggiungendo il non posto. Entrò nella top five in Danimarca, Germania e Austria, e in top ten in Belgio (Vallonia) e Svizzera. Ad oggi, rimane il singolo di maggior successo degli One-T. Fu accompagnato da un video musicale animato, un fotogramma del quale venne usato come copertina.
Il rapper Cool-T venne interpretato da Christine Asamoah mentre la cantante del ritornello da Virginie Tesnière.
Il cantante francese Dieselle re-interpretò il brano nel 2015, re-intitolandolo DJ.

## Lista delle tracce
CD singolo
1. The Magic Key – 3:49
2. The Travoltino Club – 4:00

CD maxi
1. The Magic Key" (radio edit) – 3:50
2. The Magic Key (club mix) – 6:42
3. The Magic Key (extended mix) – 6:05
4. The Magic Key (instrumental) – 3:51
5. The Magic Key (a capella) – 3:25

12" maxi
1. The Magic Key (radio edit) – 3:50
2. The Magic Key (club mix) – 6:42
3. The Magic Key (extended mix) – 6:05
4. The Magic Key (instrumental) – 3:51
5. The Magic Key (a capella) – 3:25

## Classifiche

### Classifiche settimanali
| Classifica (2003) | Posizione Massima |
| ----------------- | ----------------- |
| Austria           | 5                 |
| Belgio (Fiandre)  | 34                |
| Belgio (Wallonia) | 9                 |
| Danimarca         | 4                 |
| Francia           | 9                 |
| Germania          | 5                 |
| Polonia           | 5                 |
| Svizzera          | 7                 |

### Classifiche di fine anno
| Classifica (2003)                 | Posizione |
| --------------------------------- | --------- |
| Austria (Ö3 Austria Top 40)       | 35        |
| Belgio (Ultratop Wallonia)        | 43        |
| Francia (SNEP)                    | 22        |
| Germania (Official German Charts) | 23        |
| Svizzera (Schweizer Hitparade)    | 16        |